# Distretto di Kech
Il distretto di Kech (in urdu: ضلع کیچ) è un distretto del Belucistan, in Pakistan, che ha come capoluogo Kech. Nel 1998 possedeva una popolazione di 413.204 abitanti.